# Голобласти
Голобласти (рос. голобласты, англ. holoblastes) – індивіди мінералів, які наново утворились у мінеральних комплексах при бластезі. 
Голобласти - кристалічні новоутворення в метаморфічних кристалобластичних гірських породах, що викристалізувалися тим же шляхом, що і порфіробласти, але на відміну від останніх не вирізняються за своїми розмірами з основної маси породи.